# Zaischnopsis tubatius
Zaischnopsis tubatius is een vliesvleugelig insect uit de familie Eupelmidae. De wetenschappelijke naam is voor het eerst geldig gepubliceerd in 1852 door Walker.